# Alisson Antony Wandscheer
Allison Antony Wandscheer (Curitiba, 8 de janeiro de 1977) é um advogado e político brasileiro filiado ao Solidariedade.

## Carreira política
Começou sua carreira política como vereador de Fazenda Rio Grande, pelo PMDB, com 870 votos.Nas eleições municipais de 2000, conquistou seu segundo mandato, pelo PPS, foi eleito com 507 votos (2,26%).
Nas eleições municipais de 2004, foi eleito com 854 votos (2,84%).Nas eleições estaduais de 2006, tentou concorrer á uma vaga de deputado estadual, mas ficou na suplência com 26.553 votos (0,54%). Assumiu a suplência em 2008 e em 2011.Tentou novamente ser candidato á deputado estadual, nas eleições estaduais de 2014, pelo PT, mas ficou novamente sendo suplente, com 34.945 votos (0,66%).Tentou novamente concorrer nas eleições estaduais de 2018, pelo PMB, mas ficou novamente com 25.386 votos (0,48%).
Nas eleições estaduais de 2022, foi eleito pelo PROS, com 41.052 votos.Além disso é filho do deputado federal Toninho Wandscheer.
Além disso é formado em direito pela Uniandrade.